# Малеби
Малеби (от турски muhallebi, също от арабски muhallabia) е десерт от арабски произход, подобен на бланманже пудинг. Среща се в страните от Средния Изток, Югоизточна Европа и Северна Африка.

## Съставки
Приготвя се от оризово нишесте с вода или прясно мляко и захар.

## Начин на сервиране
Сервира се студен, поръсен с шамфъстък или с орехи, канела или розов сироп.